# Sitio de Wadi Barada
El sitio de Wadi Barada fue un asedio librado sobre localidades que se hallan bajo control rebelde en el valle del río Barada, por las Fuerzas Armadas Sirias y sus aliados. Dicho valle incluye el poblado de Ain al-Fijah, desde donde un manantial provee de agua potable a numerosas ciudades de la campiña de Damasco.

## Trasfondo
Las fuerzas del Ejército Libre Sirio se hicieron con el control de Wadi Barada en febrero de 2012. Pese al bloqueo impuesto a las localidades por las fuerzas progubernamentales, los ingenieros y técnicos que trabajaban en la zona del manantial permanecieron allí y continuaron con el cumplimiento de sus funciones.

### Batalla por Harira
En julio de 2016, el bando leal penetró en la localidad de Harira. En respuesta, el 20 de julio el Frente al-Nusra ejecutó a 14 prisioneros de guerra.
Para el 3 de agosto, Harira se hallaba en manos del gobierno. Como represalia, los rebeldes cortaron el suministro de agua a Damasco.

## Ofensiva de diciembre de 2016
El 23 de diciembre, ante la negativa de los rebeldes de abandonar el área, las fuerzas leales llevaron a cabo ataques aéreos y de artillería. Los rebeldes contaminaron el agua del manantial con gasóleo. Tres días después, luego de más ataques aéreos, el ejército ingresó al valle desde sus acantilados, quedando diez localidades en manos rebeldes. La oposición acusó al gobierno de emplear bombas de racimo en Ain al-Fijah, causando graves daños al manantial.

## Debates sobre alto al fuego y evacuación
El 29 de diciembre, delegaciones del gobierno y la oposición iniciaron los diálogos para un posible acuerdo de alto al fuego. a cambio de deponer las armas en Wadi Barada, los miembros de Jabhat Fateh Al-Sham (ex al-Nusra) y del ELS recibirían un salvoconducto hacia la gobernación de Idlib. De esta forma, Al-Zabadani y Madaya quedarían aisladas, pudiendo el gobierno presionar para la implementación de otro alto al fuego allí.